# گویبورتینیدول
گویبورتینیدول (به انگلیسی: Guibourtinidol) با فرمول شیمیایی C15H14O4 یک ترکیب شیمیایی است. که جرم مولی آن ۲۵۸٫۲۷ گرم بر مول می‌باشد. 